# Нарезное оружие

Гладкоствольное оружие
Нарезное оружие
Полигональная нарезка

Нарезно́е ору́жие — огнестрельное оружие, имеющее винтовые нарезы в канале ствола для придания снаряду (пуле) вращательного движения, благодаря чему обеспечивается его устойчивость на траектории, дальность полёта и кучность стрельбы. В момент выстрела ведущий поясок снаряда или оболочка пули, изготовленные из мягкого металла (например, латунь или биметалл с верхним слоем из латуни), врезаются в винтообразные нарезы канала ствола. Диаметр пули для нарезного оружия обязательно должен соответствовать диаметру канала ствола, замеренному по нарезам (т. е. соответствовать большему диаметру). При этом не будет допускаться прорыва пороховых газов между стенками ствола и пулей, благодаря чему снаряд (пуля), продвигаясь в канале ствола, имеет возможность поворачиваться вокруг своей продольной оси и приобретать вращательное движение. Из-за винтовых нарезов оружие получило название винтовка.

## История
Считается, что нарезной ствол был изобретён в Германии, по словам одних — в Лейпциге в 1498 году, по словам других — в Вене. Пуля вгонялась в ствол с помощью молотка. Однако подобного рода оружие несколько веков почти не находило применения в военном деле вследствие трудности и продолжительности заряжания и использовалось главным образом на охоте, где скорострельность не играла большой роли.
Наиболее удачный образец военного нарезного ружья сконструировал в 1832 году Бернер из Брауншвейга. Канал ствола имеет два широких винтовых нареза, расположенных один против другого. Ствол сделан из «красного железа» (ленточного дамаска), длина ствола — 83,8 см. Калибр оружия — 17,7 мм.
Первые образцы оружия с винтовой нарезкой ствола появились в начале XVI века, в России до XVIII века такие ружья назывались винтовыми (или винтовальными) пищалями, затем винтовыми ружьями — штуцерами. В 1856 году нарезное ружьё получило официальное название — винтовка.

## Изготовление
Нарезы представляют собой протяжённые винтовые углубления, проходящие вдоль канала ствола. Нарезка может виться как справа налево, так и слева направо. Каждый нарез имеет две грани и дно. Грань, на которую опирается пуля при закручивании, называется боевой и просматривается с казённой части ствола. Противоположная грань нареза называется холостой и хорошо просматривается с дульной части ствола. Промежутки между нарезами называются полями нарезов. В своё время поля делали намного уже самих нарезов, чтобы уменьшить износ ствола (в этом случае пуля, вставая на нарезы, меньше деформировалась, соответственно, меньше истирала канал ствола при прохождении по нему), например, у винтовки Бердана нарезы были втрое шире полей; однако с появлением более качественных материалов нарезы стали делать по ширине такими же, как поля, или даже у́же. 

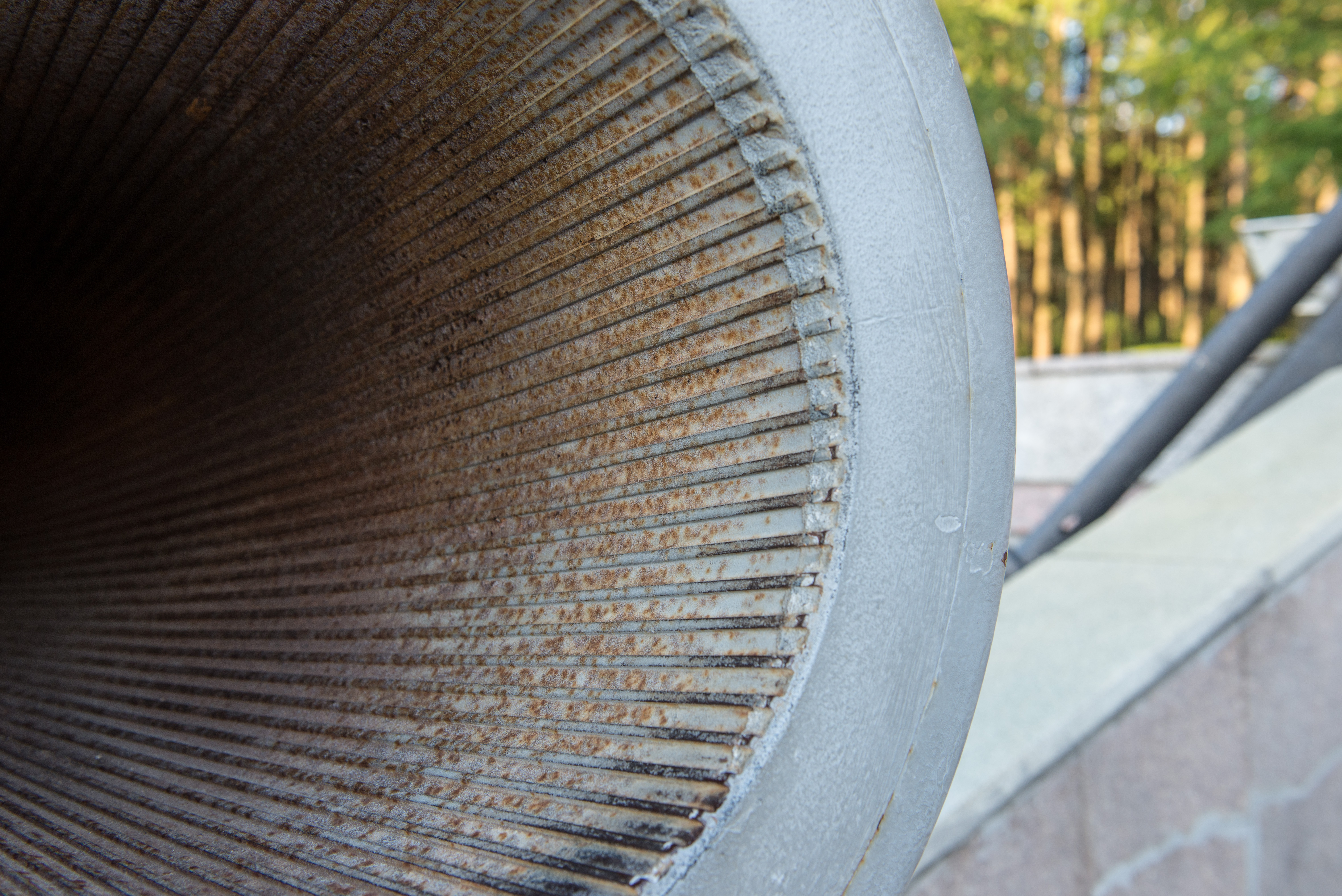
Внутри 14 метрового ствола орудия линкора калибром 305 мм

Диаметр канала ствола по полям называется калибром ствола. В некоторых государствах калибр ствола принято считать по дну нарезов.
В основном нарезы создаются одним из следующих способов:
- шпалерным строганием — прорезанием нарезов по-одному при протягивании специального резца (шпалера)[2];
- протяжкой — прорезанием всех нарезов сразу с использованием специального режущего инструмента со множеством резцов (протяжки)[2];
- дорнованием, или дорнированием — продавливанием нарезов при помощи специального очень твёрдого сердечника (дорна)[2];
- редуцированием — холодной ротационной ковкой ствола, надетого на сердечник с нанесённой в зеркальном виде матрицей нарезов[2];
- отливкой ствола вокруг сердечника с нанесённой матрицей;[источник не указан 1154 дня]
- электрохимическим травлением (исторически тж. «электрогидравлическая обработка»[3]) — электролитическим вымыванием металла на месте нарезов при помощи матрицы из диэлектрического материала[2].

Дорнирование даёт очень грубую обработку канала ствола, но производится быстро и обходится дёшево, кроме того, несколько упрочняет канал ствола за счёт образования наклёпа при проталкивании дорна. Стволы гладкоствольного и нарезного оружия, изготавливаемые методом «холодной ковки», обеспечивают более стабильный бой и повышенную износостойкость канала ствола при низком времени изготовления. Тем не менее, качественные стволы, особенно для спортивного оружия, изготавливаются практически исключительно протяжкой резца. 
Для стволов артиллерийских орудий, имеющих сравнительно крупный калибр, часто оказывается целесообразным использование электролитического способа.